# Lamium purpureum
La falsa ortica purpurea (nome scientifico Lamium purpureum L., 1753) è una piccola pianta erbacea annuale dai delicati fiori labiati color rosa-porpora appartenente alla famiglia delle Lamiaceae.

## Etimologia
Uno dei primi studiosi dell'antichità ad usare il nome generico di questo fiore (Lamium) è stato Plinio (Como, 23 – Stabia, dopo l'8 settembre 79), scrittore e naturalista latino, il quale ci indica anche una possibile etimologia: questo termine discenderebbe da un vocabolo greco ”laimos” il cui significato è “fauci – gola”. Ma potrebbe discendere anche da altre parole greche: ”lamos” (= larga cavità), oppure dal nome di una regina libica ”Làmia”. In quest'ultimo caso il collegamento esiste in quanto le mamme greche, per far star buoni i loro bambini, descrivevano questa regina come un mostro capace di ingoiarli (come del resto fa il fiore di questa pianta quando un bombo entra nel tubo corollino in cerca del nettare). L'epiteto specifico "purpureum" ( = dal colore purpureo) è stato dato per il particolare colore dell'infiorescenza.
Il binomio scientifico attualmente accettato (Lamium purpureum) è stato proposto da Carl von Linné (Rashult, 23 maggio 1707 –Uppsala, 10 gennaio 1778), biologo e scrittore svedese, considerato il padre della moderna classificazione scientifica degli organismi viventi, nella pubblicazione "Species Plantarum - 2: 579. 1753" del 1753.

## Descrizione

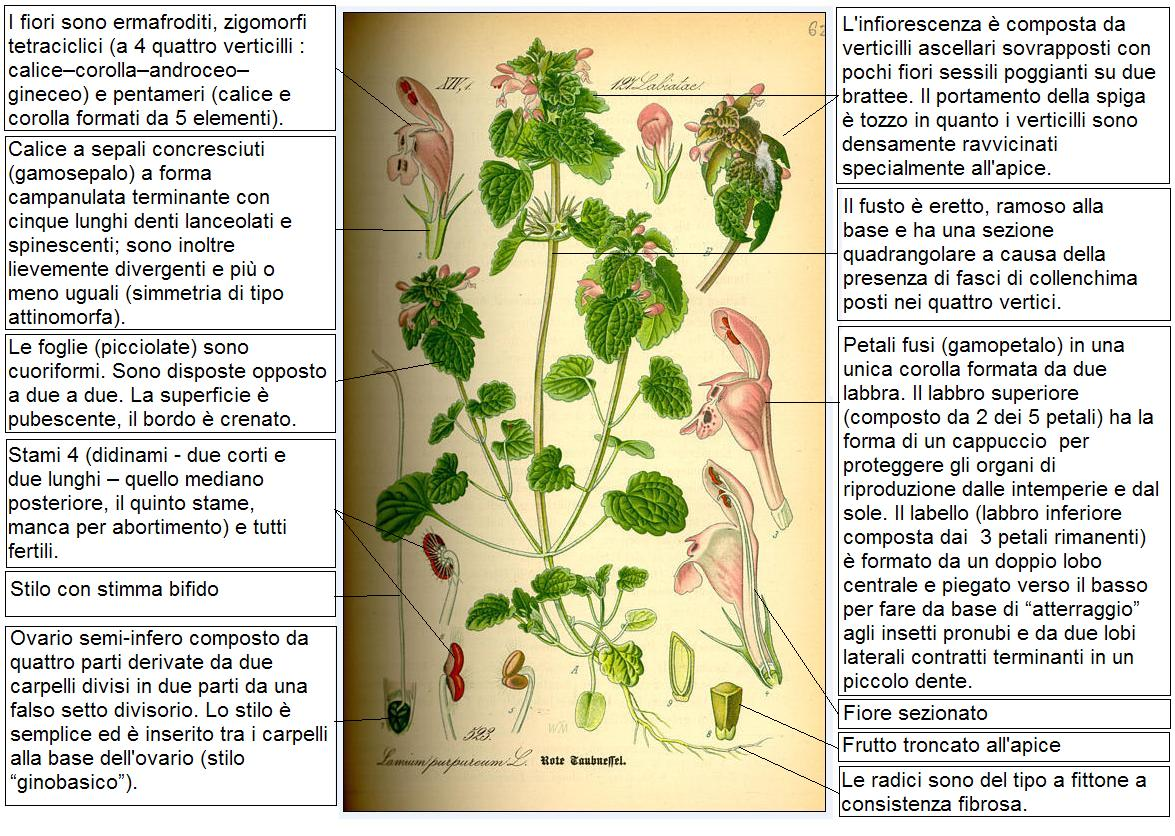
Descrizione delle parti della pianta

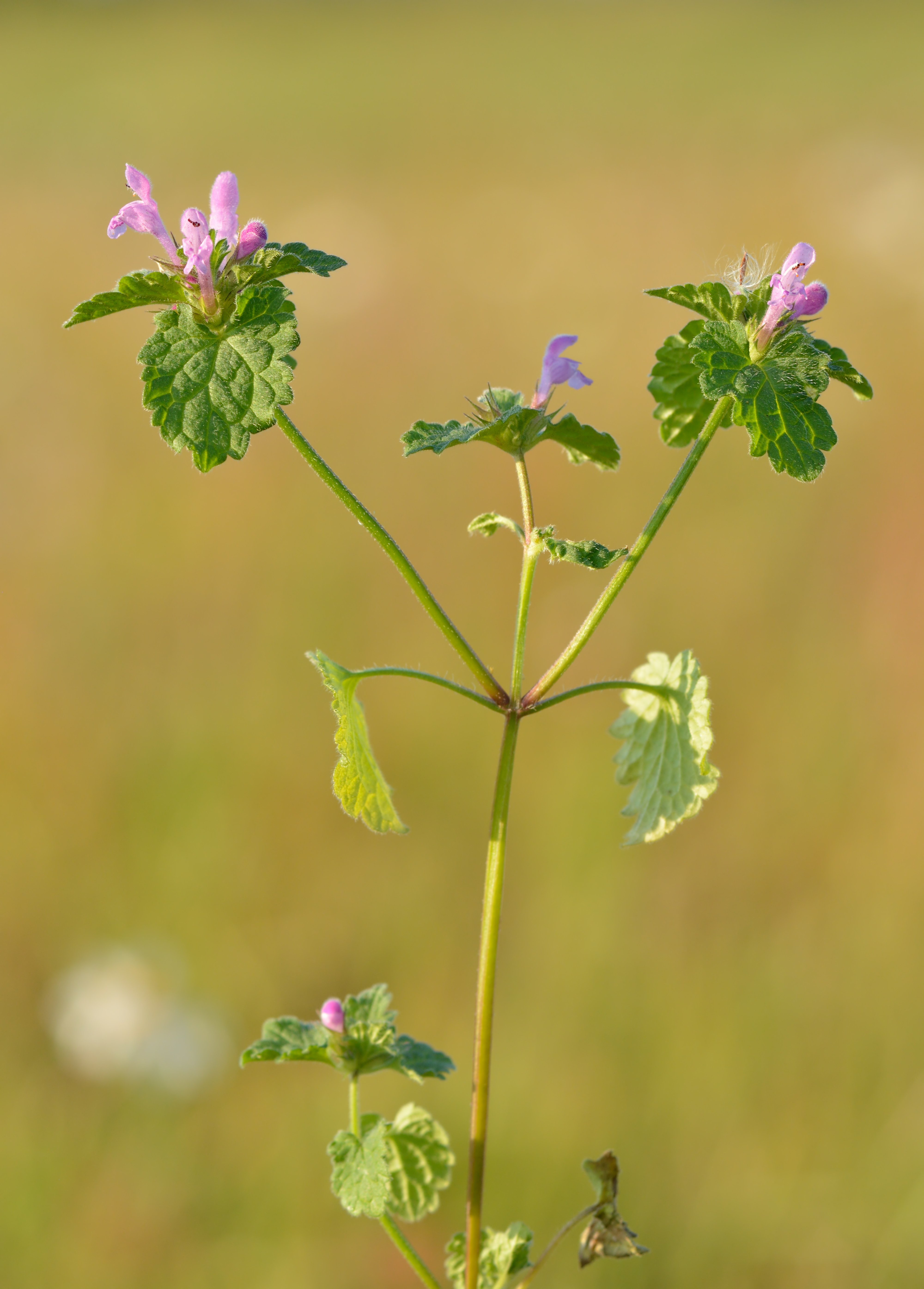
Il portamento

L'altezza oscilla fra i 10 e i 20 cm. L'aspetto è erbaceo quasi cespitoso. Il ciclo biologico è annuo (eventualmente bienne). La forma biologica è terofita scaposa (T scap), ossia sono piante erbacee che differiscono dalle altre forme biologiche poiché, essendo annuali, superano la stagione avversa sotto forma di seme, sono inoltre munite di asse fiorale eretto con poche foglie. Possono essere comunque considerate anche emicriptofite scapose (H scap). Queste piante hanno in genere un odore sgradevole.

### Radici
Le radici sono del tipo a fittone a consistenza fibrosa e possiedono striature di colore grigio
.

### Fusto
La parte sotterranea del fusto (essendo una pianta annua) è assente; la parte aerea del fusto invece è eretta (o prostrato-ascendente), ramosa alla base e sub-glabra. Il fusto ha una sezione quadrangolare (è acutamente tetragono) a causa della presenza di fasci di collenchima posti nei quattro vertici, mentre le quattro facce sono concave. Ai nodi inferiori il fusto può radicare (emettere delle radici). Può inoltre presentarsi arrossato.

### Foglie

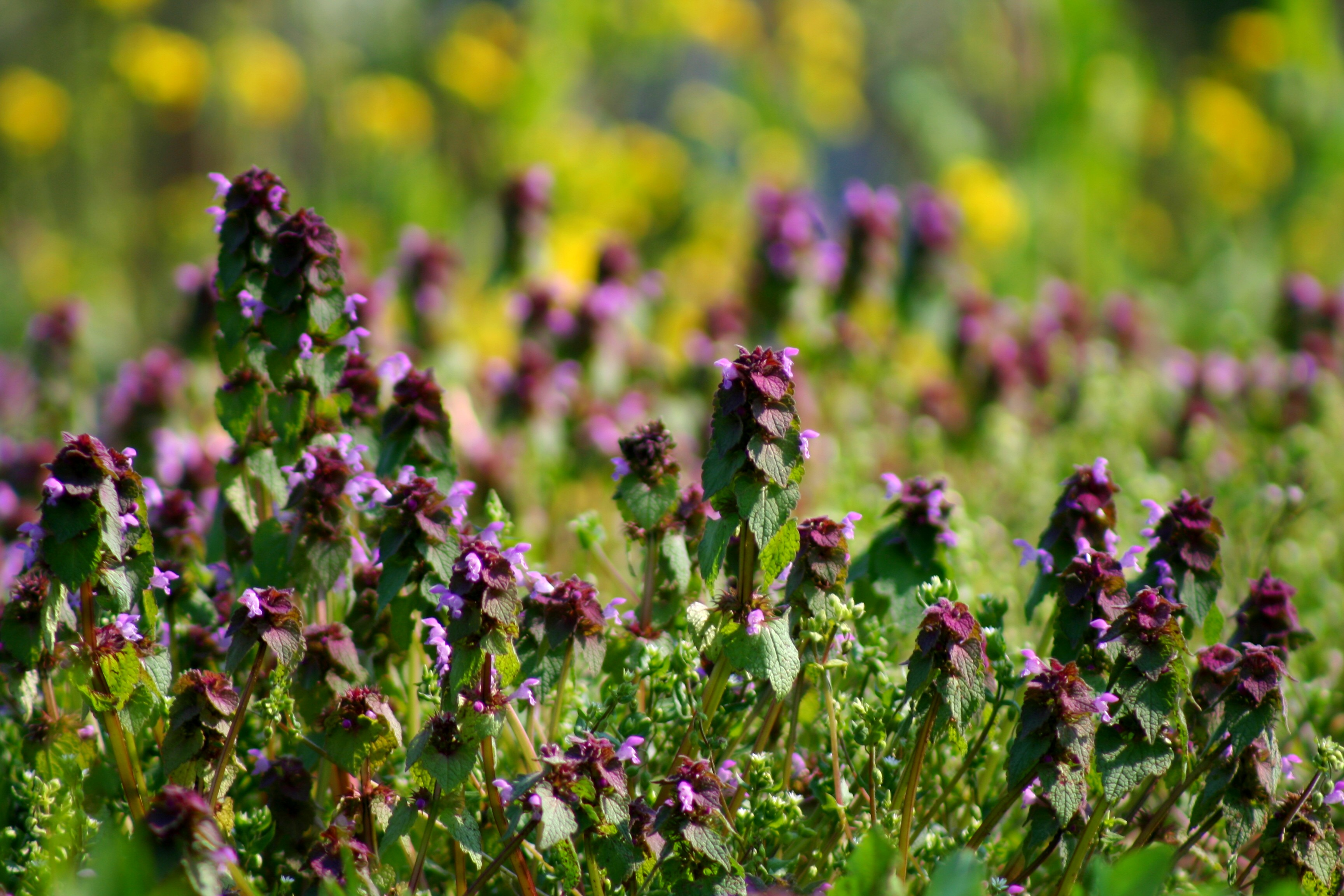
Il portamento cespuglioso
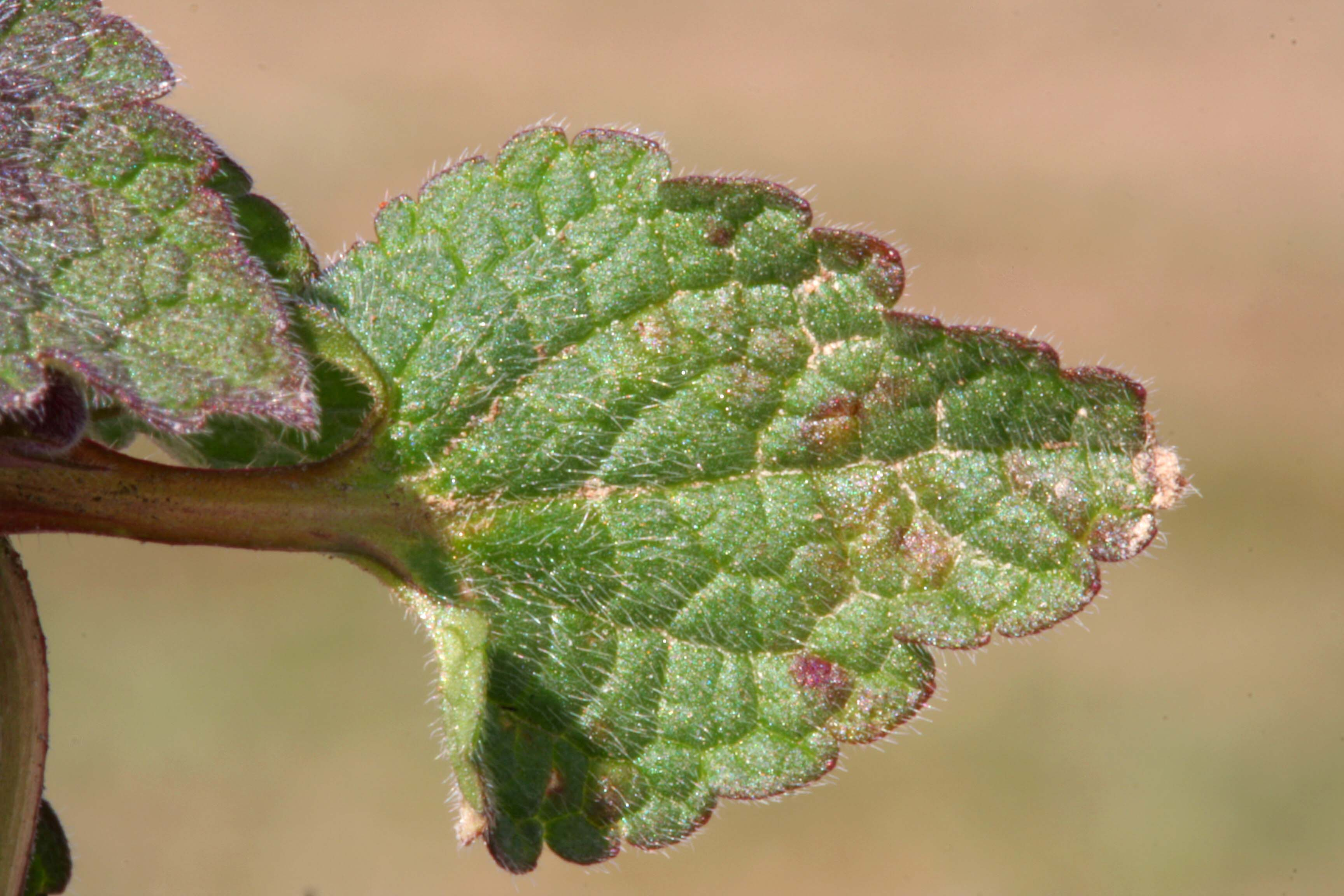
Foglia (pagina superiore)
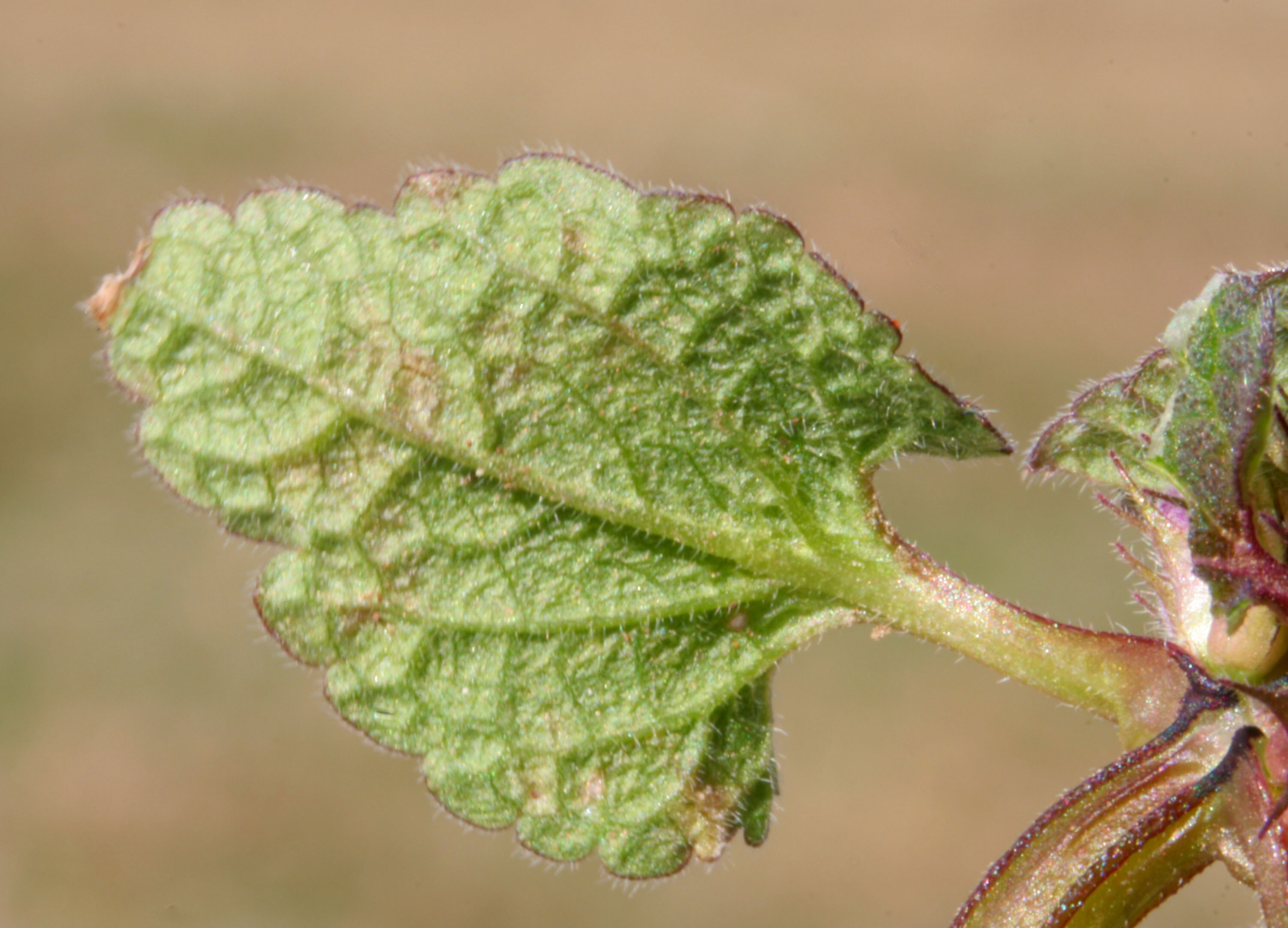
Foglia (pagina inferiore)

Le foglie, tutte lungamente picciolate, sono cuoriformi (o ovato-triangolari), mentre l'apice è arrotondato. Lungo il fusto sono disposte in modo lasso (per lo più il fusto nella parte basale è nudo) e opposto a due a due e sono prive di stipole. La superficie è pubescente quasi tomentosa; il bordo è grossolanamente dentato (quasi crenato) e sulla pagina inferiore sono presenti delle evidenti nervature. Il colore delle foglie è verde scuro sulla pagina superiore e tendente al rossastro in quella inferiore. Lunghezza del picciolo: 1 – 4 cm. Dimensione della lamina: larghezza 1 – 3 cm; lunghezza 1 – 4 cm.

### Infiorescenza

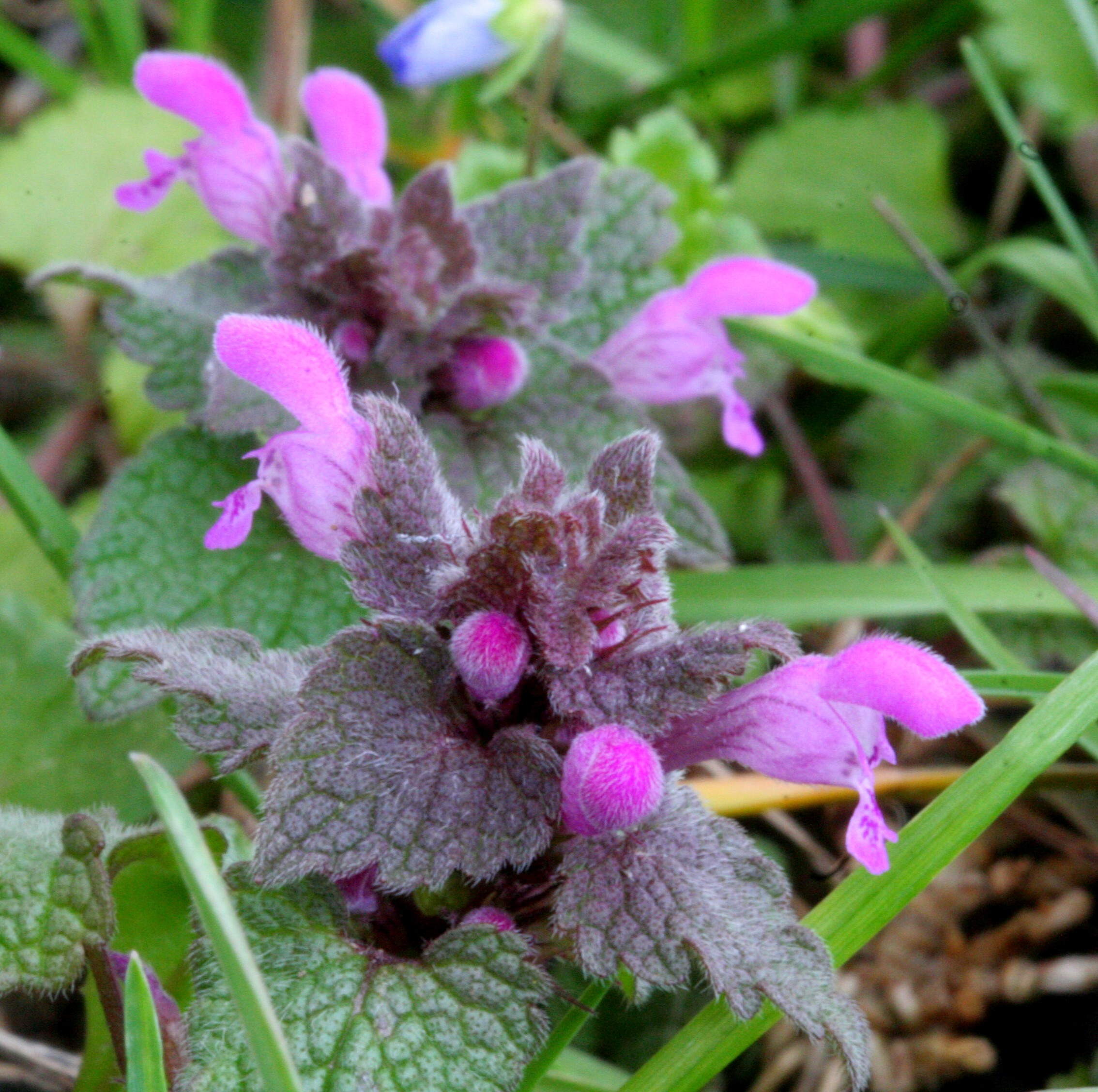
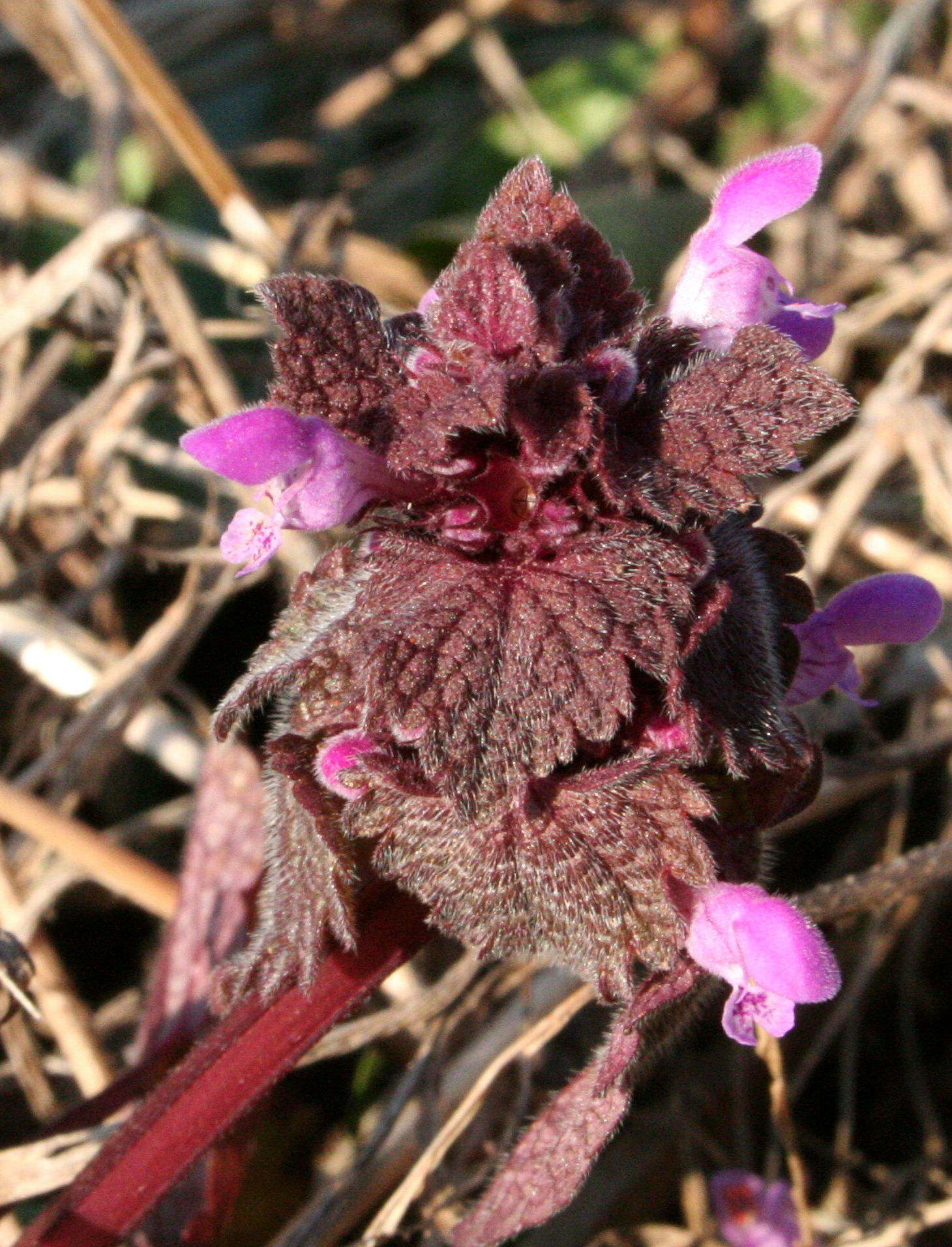

L'infiorescenza è portata in vari verticilli ascellari sovrapposti lungo il fusto. Ogni verticillo è composto da pochi fiori sessili disposti circolarmente a corona poggianti su due brattee fogliose (o semplicemente foglie più piccole rispetto a quelle lungo il fusto). Il portamento della spiga è tozzo in quanto i verticilli sono densamente ravvicinati specialmente verso l'apice del fusto. La forma di queste brattee è ovale-cuoriforme con picciolo ben definito, di colore rosso-vinoso e pubescenti o lanose sulla pagina superiore. Le brattee del verticillo seguente sono disposte in modo alterno e sono sempre più piccole di quelle inferiori.

### Fiore

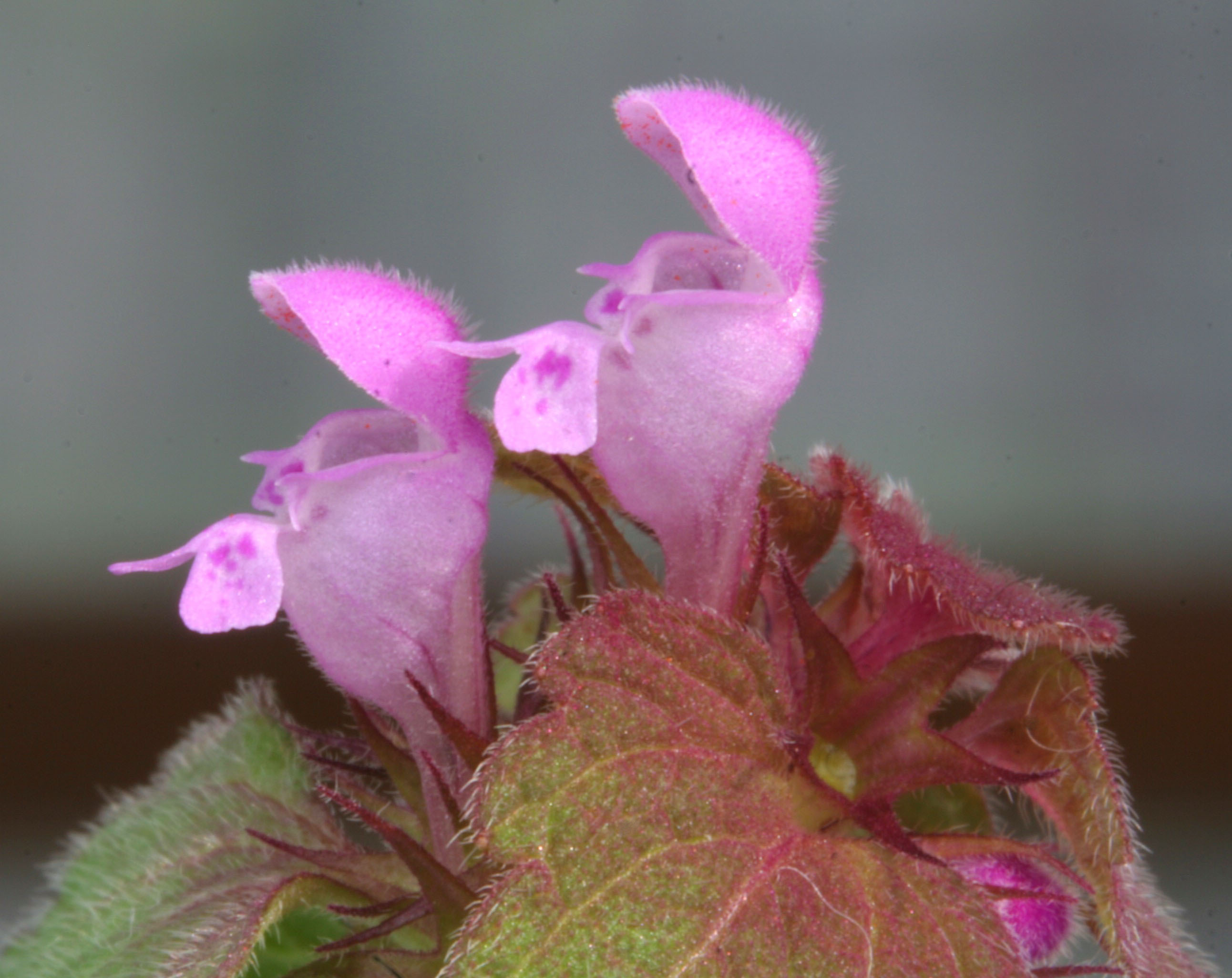
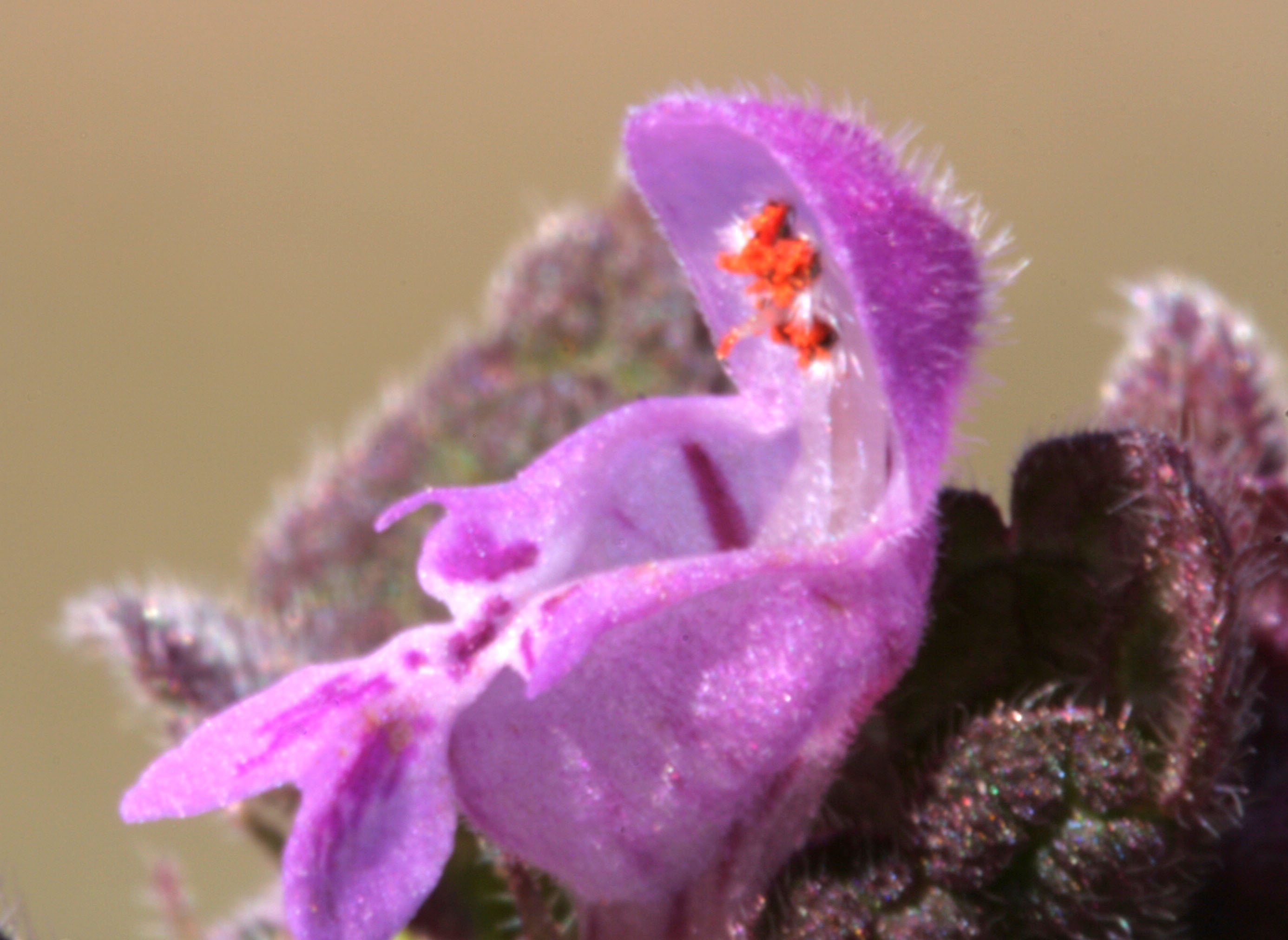
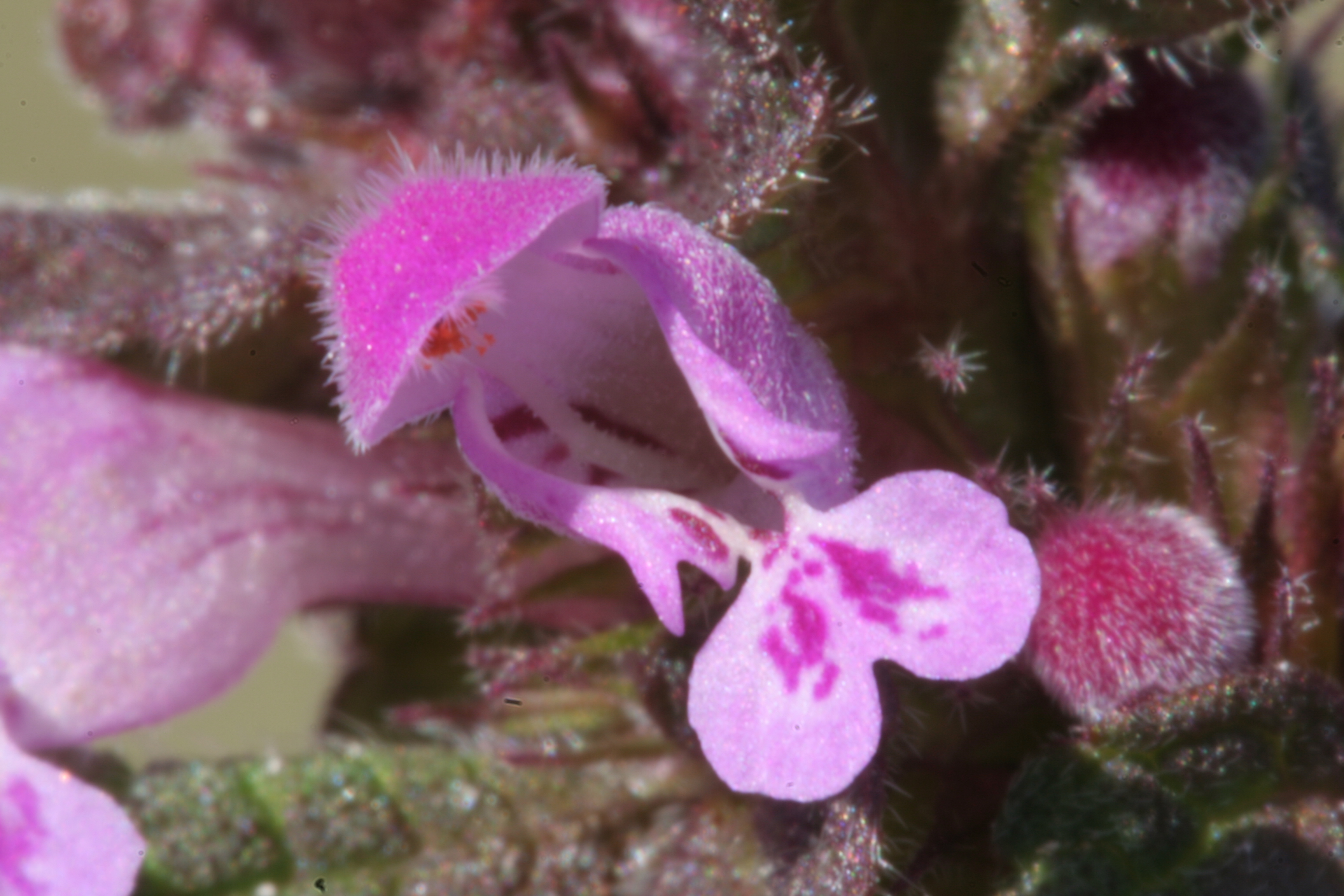

I fiori sono ermafroditi, zigomorfi (il calice è attinomorfo), tetraciclici (con i quattro verticilli fondamentali delle Angiosperme: calice– corolla – androceo – gineceo) e pentameri (calice e corolla formati da cinque elementi). Sono inoltre omogami (autofecondanti) e sono ricchi di nettare. Dimensioni medie del fiore completo: 7 – 12 mm.
- Formula fiorale. Per questa specie la formula fiorale della famiglia è la seguente:

X, K (5), [C (2+3), A 2+2], G (2), supero, drupa, 4 nucole

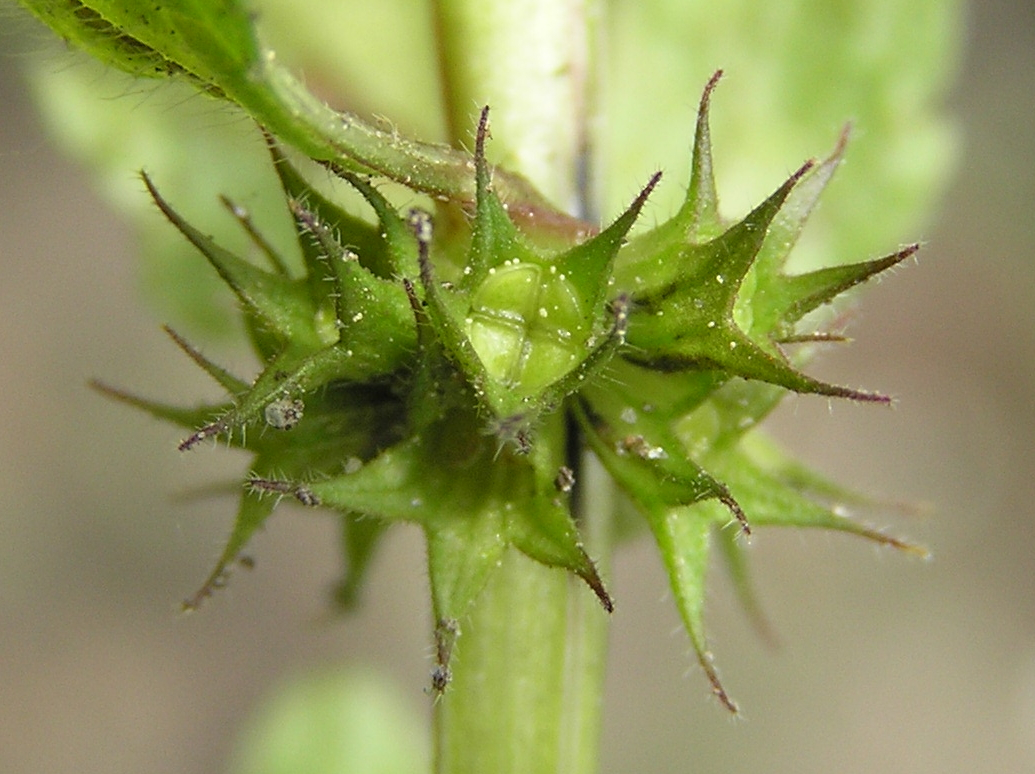
Calice persistente

- Calice: i cinque sepali del calice sono concresciuti (calice gamosepalo) in una forma tubulare-campanulata e a struttura piuttosto rigida; è inoltre persistente. Il calice termina con cinque lunghi denti lanceolati e spinescenti; sono inoltre lievemente divergenti e più o meno uguali (simmetria di tipo attinomorfa). La superficie del calice è pelosa ed è inoltre percorsa da 5 – 10 nervature longitudinali. Lunghezza complessiva del calice 5 – 6 mm. Lunghezza del solo tubo: 3 – 4 mm.
- Corolla: i cinque petali sono quasi completamente fusi (gamopetalo) in un'unica corolla formata da due labbra molto sviluppate. Il tubo è stretto e diritto. Il labbro superiore (composto da due dei cinque petali concresciuti) ha la forma di un cappuccio pubescente ben sviluppato e tutto intero; in questo modo protegge gli organi di riproduzione dalle intemperie e dal sole. Il labello (labbro inferiore composto dai tre petali rimanenti) è formato da un doppio lobo centrale anch'esso ben sviluppato e piegato verso il basso per fare da base di “atterraggio” agli insetti pronubi e da due lobi laterali contratti terminanti in un piccolo dente. Le fauci sono circondate da un anello di peli per impedire l'accesso ad insetti più piccoli e non adatti all'impollinazione. Le due labbra (quella superiore e quella inferiore) sono divergenti di circa 45º. Il colore della corolla è purpureo-violaceo con macchie interne rossastre, soprattutto sui lobi inferiori, che servono da guida agli insetti pronubi. La dimensione della corolla generalmente è minore di 20 mm (dimensioni medie: 7 – 12 mm).

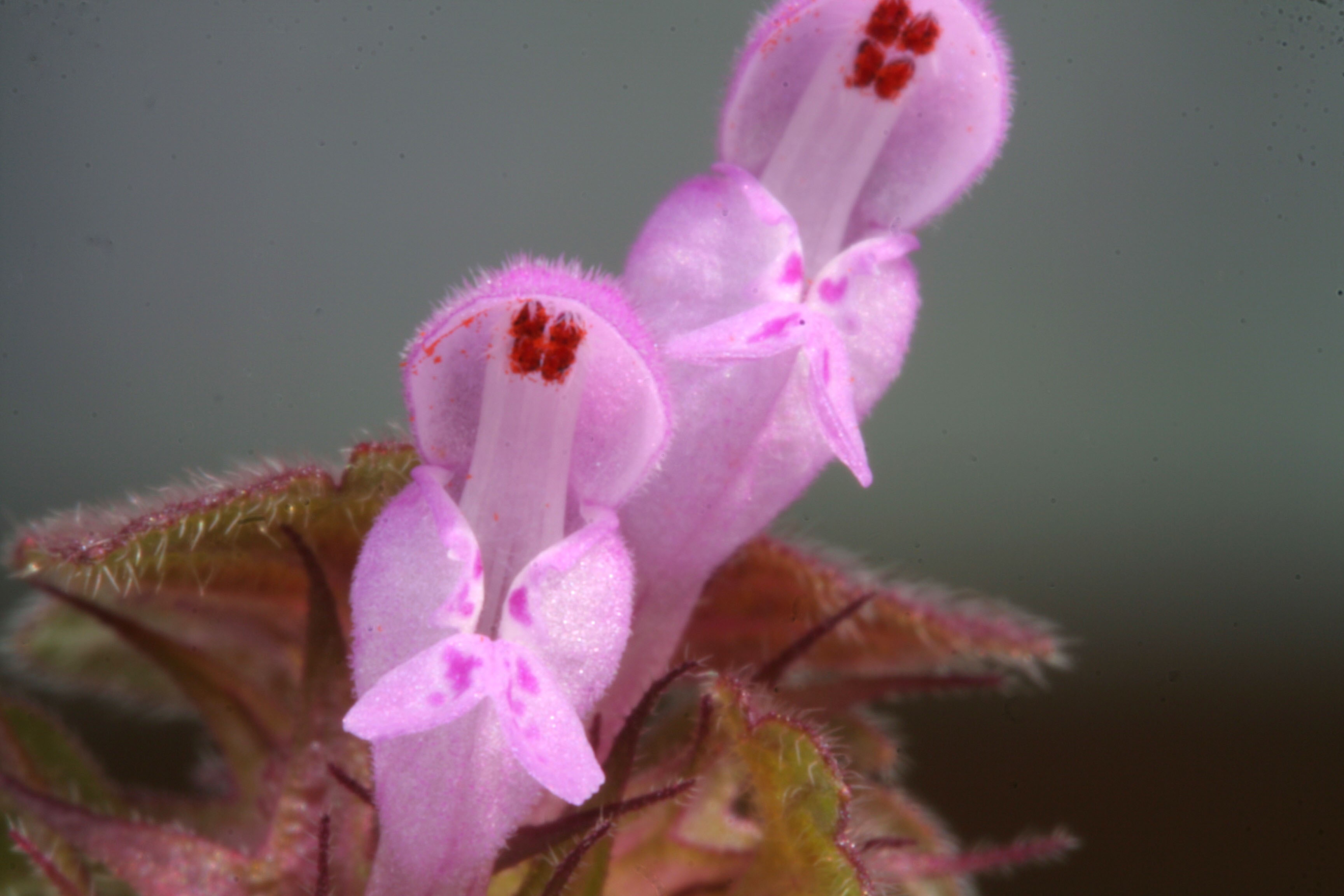
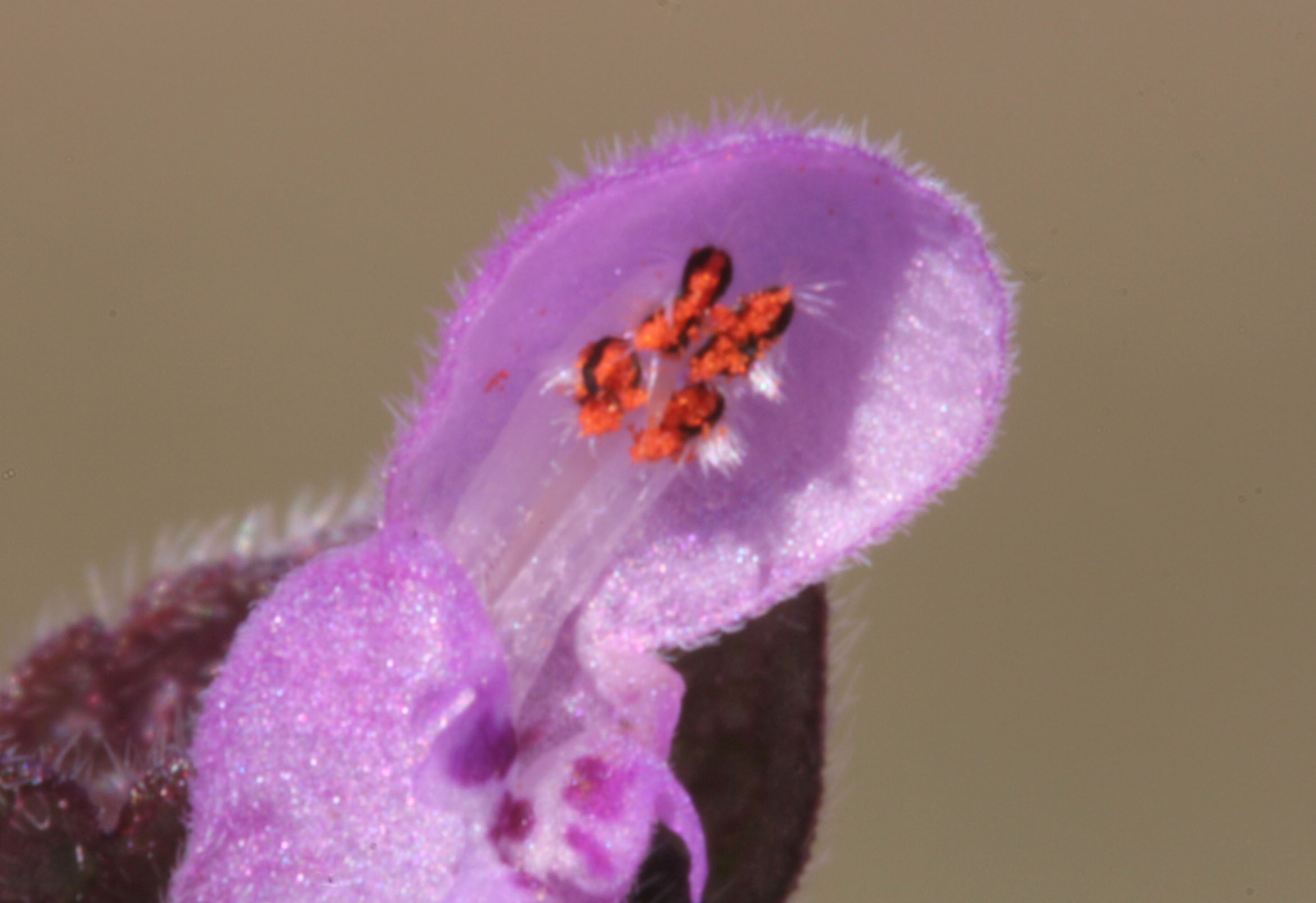
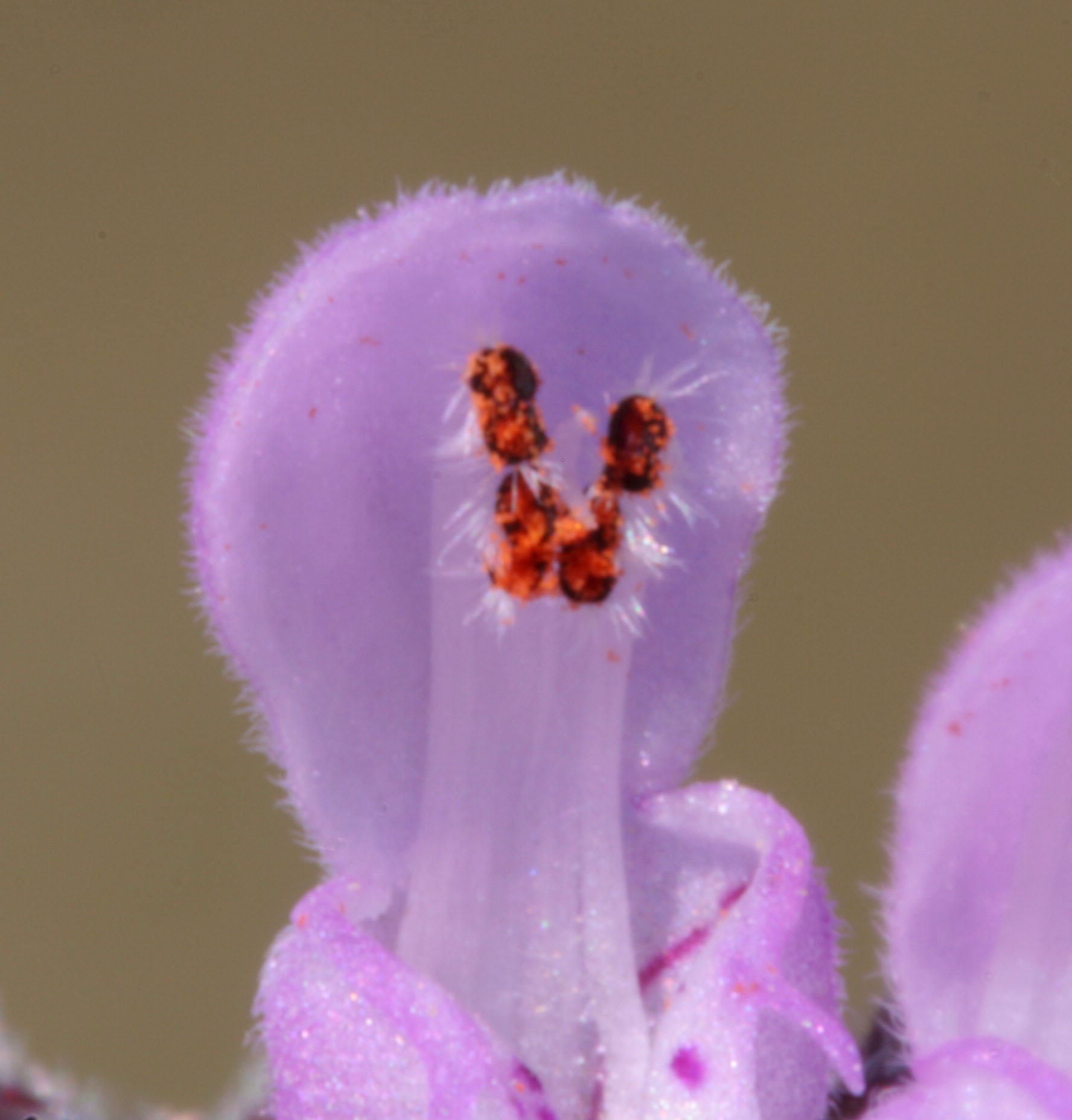

- Androceo: gli stami sono quattro (didinami - due corti e due lunghi – quello mediano posteriore, il quinto stame, manca per aborto) e tutti fertili. Il paio posteriore è più breve, mentre l'altra coppia è aderente al labbro superiore della corolla e sporge lievemente; tutti i filamenti sono paralleli tra di loro. Le antere hanno i lobi arrotondati e sono a deiscenza longitudinale; sono inoltre conniventi. Le antere hanno dei lunghi ciuffi di peli biancastri e lanosi, mentre i due lobi sono staccati e sono di colore rosso scuro.
- Gineceo: l'ovario è semi-infero (quasi supero) composto da quattro parti (quindi quattro ovuli) con logge a forma ovata, derivate da due carpelli: infatti ogni carpello è diviso in due parti da una falso setto divisorio. L'ovario è troncato all'apice. Lo stilo è semplice ed è inserito tra i carpelli alla base dell'ovario (stilo “ginobasico”). Lo stimma è bifido: termina in due lacinie più o meno uguali. Il nettare è nascosto sotto l'ovario.

### Frutti
Il frutto è una nucula acheniforme (schizocarpo) troncato all'apice; più precisamente è una drupa (ossia una noce) con quattro semi (uno per ovulo derivato dai due carpelli divisi a metà). Questo frutto nel caso delle Lamiaceae viene chiamato “clausa”. Le quattro parti in cui si divide il frutto principale, sono ancora dei frutti (parziali) ma monospermici (un solo seme) e privi di endosperma. I frutti si trovano all'interno del calice persistente.

## Riproduzione
- Impollinazione: l'Impollinazione è entomofila ossia tramite insetti e in particolare tramite il Bombo, ma anche api. In effetti la corolla di queste piante è sorprendentemente conformata alle dimensioni e struttura dei Bombi. Quando questi insetti cercano di entrare nel tubo corollino per raggiungere i nettari (posti alla base dell'androceo) con le loro vibrazioni scuotono le antere poste all'interno del labbro superiore. In questo modo fanno scendere e quindi aderire al loro dorso peloso il polline della pianta. Visitando poi un altro fiore, parte di questo polline andrà a cadere sullo stimma provocando così l'impollinazione e la successiva fecondazione. Questo senz'altro è uno dei più interessanti mutui rapporti tra mondo animale e mondo vegetale per il raggiungimento di reciproci interessi. È da aggiungere comunque che qualora il tubo corollino si presentasse troppo stretto per prelevare il nettare, il Bombo allora si porta all'esterno del fiore e incomincia a rosicchiare la base della corolla raggiungendo così alla fine, per una via non naturale, il suo obiettivo: il nettare. In questo modo però si “rompe” il mutuo rapporto a favore solamente dell'insetto; il fiore non verrà impollinato e rimarrà sterile.
- Riproduzione: la fecondazione avviene fondamentalmente tramite l'impollinazione dei fiori (vedi sopra).
- Dispersione: i semi cadendo a terra (dopo essere stati trasportati per alcuni metri dal vento – disseminazione anemocora) sono successivamente dispersi soprattutto da insetti tipo formiche (disseminazione mirmecoria). I semi hanno una appendice oleosa (elaisomi, sostanze ricche di grassi, proteine e zuccheri) che attrae le formiche durante i loro spostamenti alla ricerca di cibo.[13]

## Tassonomia
La famiglia di appartenenza della specie (Lamiaceae), molto numerosa con circa 250 generi e quasi 7000 specie, ha il principale centro di differenziazione nel bacino del Mediterraneo e sono piante per lo più xerofile (in Brasile sono presenti anche specie arboree). Per la presenza di sostanze aromatiche, molte specie di questa famiglia sono usate in cucina come condimento, in profumeria, liquoreria e farmacia. Il genere Lamium si compone di circa 20 - 30 specie gravitanti nella maggioranza dei casi attorno al bacino del Mediterraneo, una decina delle quali vivono spontaneamente in Italia. Nelle classificazioni meno recenti la famiglia Lamiaceae viene chiamata Labiatae.
Il numero cromosomico di L. purpureum è: 2n = 18.
La pianta di questa voce fa parte della sezione Lamiopsis; sezione caratterizzata dall'avere il tubo corollino cilindrico e diritto, un anello di peli nelle fauci della corolla e delle antere irsute.

### Variabilità
Come altre specie dello stesso genere, questa pianta è molto variabile nella forma (più bassa e prostrata e con brattee più colorate in zone di aperta luce, oppure alta e slanciata e più verde per catturare più luce in zone ombrose) ma soprattutto nella colorazione dei fiori e delle brattee apicali che a volte possono essere estremamente arrossate.
Nell'elenco seguente sono indicate alcune varietà di questa specie:

### Var.purpureum

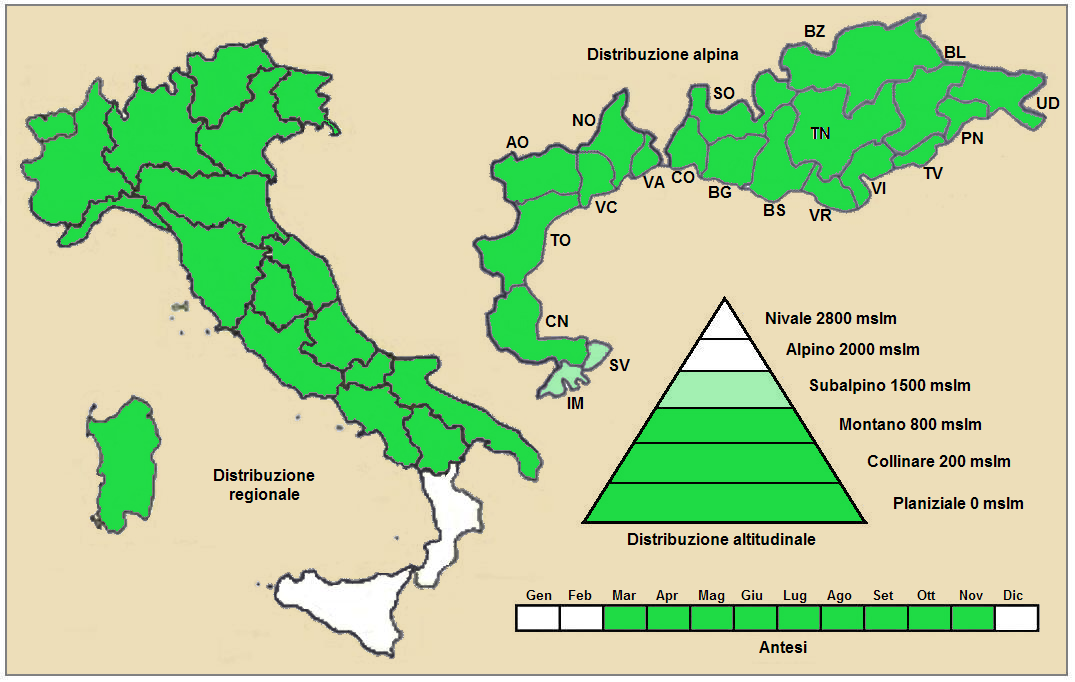
Distribuzione della varietà purpureum

- Nome scientifico: Lamium purpureum L. var. purpureum
- Descrizione: è la stirpe più comune in Italia (vedere la descrizione principale).
- Fioritura: da marzo a novembre. In zone ad inverni miti, questa pianta fiorisce quasi tutto l'anno. Questo permette alle api la raccolta del nettare anche quando i fiori disponibili sono pochi, e quindi di continuare la produzione del miele in tutte le stagioni.
- Geoelemento: il tipo corologico (area di origine) è Eurasitico o anche Ovest Asiatico.
- Distribuzione: è una pianta comune su tutto il territorio italiano (a parte la Sicilia). Al sud comunque è più rara. In Lombardia, si sviluppa e fiorisce prima della fine dell'inverno, tra febbraio e marzo, ed è assai apprezzato dalle api che si nutrono della primizia del suo polline. Muore rapidamente ai primi caldi primaverili. Nel resto dell'Europa la “Falsa ortica purpurea” è presente in tutte le valli e i rilievi montani a parte le Alpi Dinariche. Fuori dall'Europa si trova in Asia occidentale (Transcaucasia e Anatolia), in Africa (Magreb) e in America del nord.
- Habitat: l'habitat tipico di questa sottospecie sono gli orti, i vigneti e le zone ruderali; facilmente può essere ritrovata tra i solchi dei campi a fine inverno - inizio primavera. È considerata una pianta infestante; produce comunque un danno minimo consistente in sottrazione di spazio alle colture e impoverimento del terreno a causa dell'azoto assorbito dalla pianta. Il substrato preferito è sia calcareo che siliceo con pH neutro-basico e alti valori nutrizionali del terreno (pianta nitrofila) e valori medi di umidità.
- Distribuzione altitudinale: sui rilievi queste piante si possono trovare fino a 1500 m s.l.m. (massima altezza rilevata: 2476 m s.l.m. al Gr. S.Bernardo); frequentano quindi i seguenti piani vegetazionali: collinare, montano e in parte subalpino.
- Fitosociologia: dal punto di vista fitosociologico la sottospecie appartiene alla seguente comunità vegetale:

Formazione : delle comunità terofiche pioniere nitrofile
Classe : Stellarienea mediae

### Var.hybridum

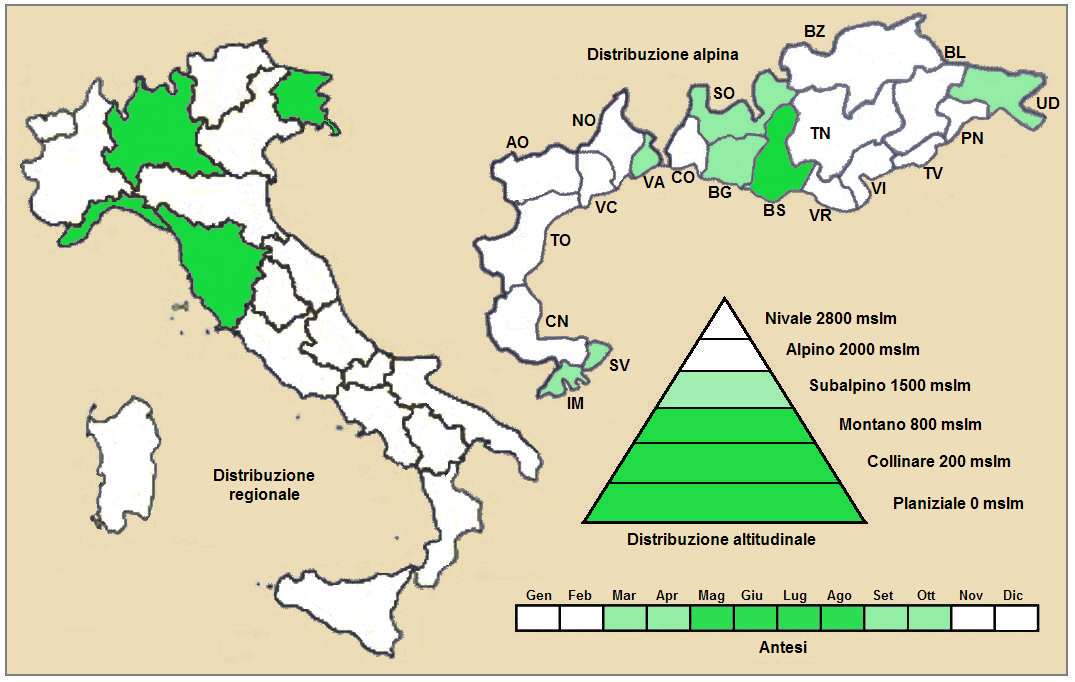
Distribuzione della varietà hybridum

- Nome scientifico: Lamium purpureum L. var. hybridum(Vill.) Vill. (1787) - Falsa ortica ibrida.
- Descrizione: questa sottospecie è lievemente più alta (10 – 25 cm); la forma biologica è essenzialmente terofita scaposa (T scap); la corolla è colorata di rosa-pallido; la lamina delle foglie dell'infiorescenza ha delle forme ovali e si prolunga a cuneo verso il picciolo (il picciolo delle foglie superiori è allargato a cuneo); il colore delle foglie tende al verde-giallastro. Lunghezza del calice: 6 – 8 mm. Lunghezza della corolla: 12 – 14 mm. Questa varietà è un probabile ibrido con la specie Lamium amplexicaule.
- Fioritura: da (marzo) maggio a agosto (ottobre).
- Geoelemento: il tipo corologico (area di origine) è Europeo - Caucasico o anche Sud Ovest Europeo.
- Distribuzione: è rara e in Italia è presente solamente al Nord in modo discontinuo. Nelle Alpi è presente solamente in alcune province, mentre all'estero (sempre nelle Alpi) si trova in Francia (tutti i dipartimenti alpini), in Svizzera (cantoni Vallese e Grigioni), Austria (Länder del Tirolo Settentrionale) e in Slovenia. Sugli altri rilievi europei collegati alle Alpi si trova nel Massiccio del Giura, Massiccio Centrale e Pirenei. In Africa è presente nel Magreb.
- Habitat: l'habitat tipico di questa sottospecie sono le macerie, gli orti, gli incolti in genere. l substrato preferito è calcareo ma anche siliceo con pH neutro, alti valori nutrizionali del terreno che deve essere mediamente umido.
- Distribuzione altitudinale: sui rilievi queste piante si possono trovare fino a 1500 m s.l.m.. Frequentano quindi i seguenti piani vegetazionali: collinare, montano e in parte subalpino.
- Fitosociologia: dal punto di vista fitosociologico la sottospecie appartiene alla seguente comunità vegetale:

Formazione : delle comunità terofiche pioniere nitrofile
Classe : Stellarienea mediae

### Altre varietà presenti in Europa
- Lamium purpureum var. ehrenbergii (Boiss. & Reut. ex Boiss.) J.Mennema (1989) - Distribuzione: Anatolia e Asia (mediterranea).
- Lamium purpureum var. incisum (Willd.) Pers. (1806) - Distribuzione: più o meno come la varietà purpureum.
- Lamium purpureum var. moluccellifolium Schumach. (1801) - Distribuzione: Europa del nord.

### Sinonimi
Lamium purpureum ha avuto nel tempo diverse nomenclature. L'elenco seguente indica alcuni tra i sinonimi più frequenti:
- Lamiopsis purpurea (L.) Opiz
- Lamium albiflorum  Schur
- Lamium boreale  Druce
- Lamium coesfeldiae  Weihe ex Rchb.
- Lamium decipiens  Sond. ex Martrin-Donos
- Lamium durandoi  Pomel
- Lamium foetidum  Garsault
- Lamium foetidum  Gilib.
- Lamium guestphalicum  Weihe ex Nyman
- Lamium molle  Aiton
- Lamium nudum  Crantz
- Lamium ocimifolium  Sm.
- Lamium purpureum var. albiflorum  Dumort.
- Lamium purpureum var. decipiens  Sond. ex W.D.J.Koch
- Lamium purpureum var. exannulatum  Loret & Barrandon

Sinonimo della varietà ehrenbergii
- Lamium ehrenbergii Boiss. & Reut.

Sinonimo della varietà hybridum
- Lamium hybridum Vill.
- Lamium purpureum subsp. hybridum (Vill.) Nyman

Sinonimo della varietà incisum
- Lamium aeolicum Lojac.
- Lamium confusum  Martrin-Donos
- Lamium dissectum  With.
- Lamium felixii  L.C.Lamb.
- Lamium incisum  Willd.
- Lamium urticifolium  Weihe ex Rchb.
- Lamium westphalium  Weihe
- Mentha incisa  Humn.

Snonimo della varietà moluccellifolium
- Lamium moluccellifolium (Schumach.) Fr.

### Specie simili
Questa pianta può facilmente essere scambiata per un'ortica (anche se le due specie appartengono a famiglie diverse: Urticaceae è la famiglia per le “ortiche” vere). Lamium purpureum si distingue soprattutto per la sezione del fusto: quadrata nelle piante del genere Lamium, circolare nelle “ortiche” vere e proprie. Mentre le foglie sono molto simili: da qui il nome comune (“Falsa ortica”) derivato da credenze antiche anche se naturalmente queste piante sono totalmente prive di peli urticanti e quindi non pungono. Molto simili tra di loro sono invece alcune specie dello stesso genere che vivono nella fascia alpina. L'elenco seguente mette in risalto le differenze morfologiche di queste specie:
- Lamium album L. - Falsa ortica bianca: si distingue subito per il colore bianco dell'infiorescenza.
- Lamium amplexicaule L. - Lamio a foglie abbraccianti: l'infiorescenza è purpurea; le foglie hanno degli apici arrotondati e sono abbraccianti; la pianta è annua ed è alta 8–30 cm con fiori grandi 13–18 mm.
- Lamium galeobdolon L. - Falsa ortica gialla: si distingue subito per il colore giallo dell'infiorescenza.
- Lamium maculatum L. - Falsa ortica macchiata: l'infiorescenza è purpurea; le foglie hanno un apice acuto; la pianta è perenne ed è alta 15–30 cm con fiori grandi 20–30 mm.
- Lamium orvala L. - Falsa ortica maggiore: l'infiorescenza è purpurea; la pianta è grande (massimo 100 cm) e i fiori sono i più grandi (25 – 40 mm).
- Lamium purpureum L. - Lamio purpureo: l'infiorescenza è purpurea; la pianta è piccola (massimo 20 cm) e i fiori sono piccoli (7 – 12 mm).

## Usi

### Farmacia
- Sostanze presenti: in queste piante, come in altre specie dello stesso genere, sono presenti diverse sostanze come oli eterei (all'interno di peli ghiandolari), mucillagini, tannino, saponine e sali di potassio[2].
- Proprietà curative: la medicina popolare utilizza questa piante come vulnerarie (guarisce le ferite), antispasmodiche (attenua gli spasmi muscolari, e rilassa anche il sistema nervoso), depurative (facilita lo smaltimento delle impurità), espettoranti (favorisce l'espulsione delle secrezioni bronchiali), risolventi in generale, toniche (rafforza l'organismo in generale) e astringenti (limita la secrezione dei liquidi)[2].

### Cucina
Se si prende un fiore, e staccato dalla piantina si succhia alla base, si apprezza un gradevole dolce sapore. Le foglie di questa pianta possono essere usate crude come insalata o lessate e condite come altre verdure simili. La falsa ortica purpurea viene utilizzata in cucina anche come ingrediente per l'impasto di gnocchi di patata. Questa pietanza comunque va usata con prudenza in quanto contiene delle tossine che in quantità rilevanti sono dannose all'uomo (vedi paragrafo “Sostanze presenti”).

### Giardinaggio
L'utilizzo di questa specie da parte dell'uomo è circoscritto principalmente al giardinaggio grazie anche alla sua elegante spiga di fiori.

## Altre notizie
Il lamio purpureo in altre lingue è chiamato nei seguenti modi:
- (DE)  Acker-Taubnessel o Purpur-Taubnessel
- (FR)  Lamier rouge o Ortie rouge
- (EN)  Red Dead-nettle

## Galleria d'immagini

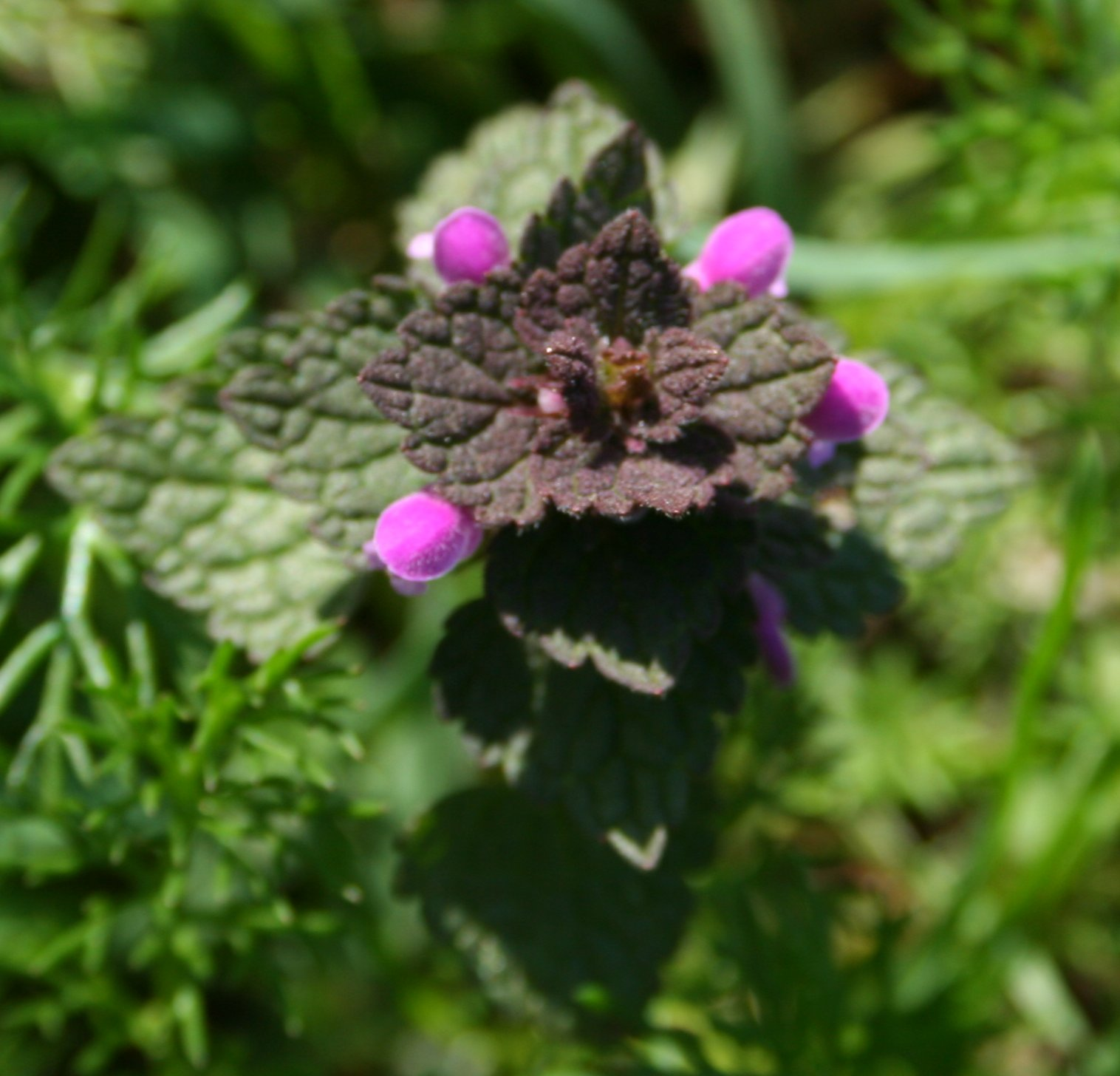
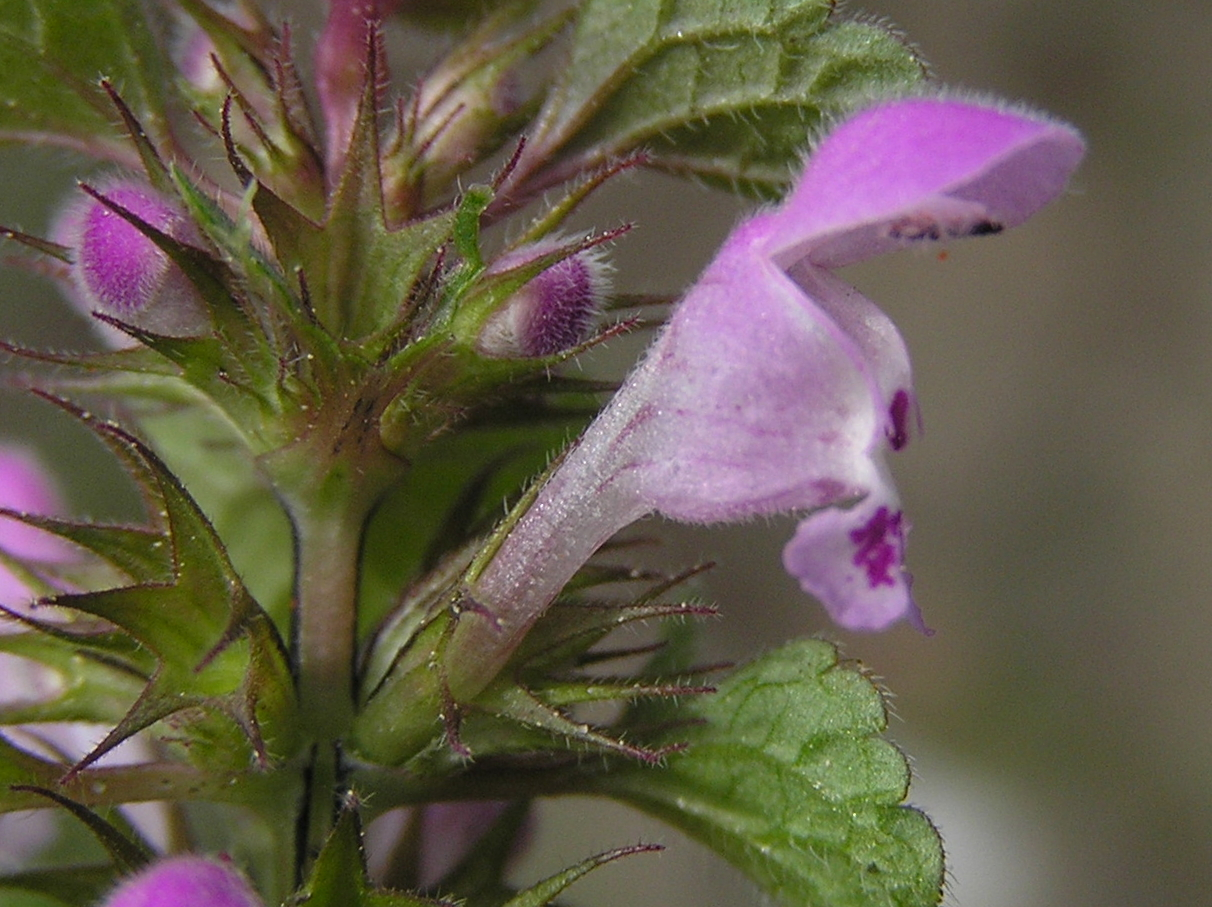
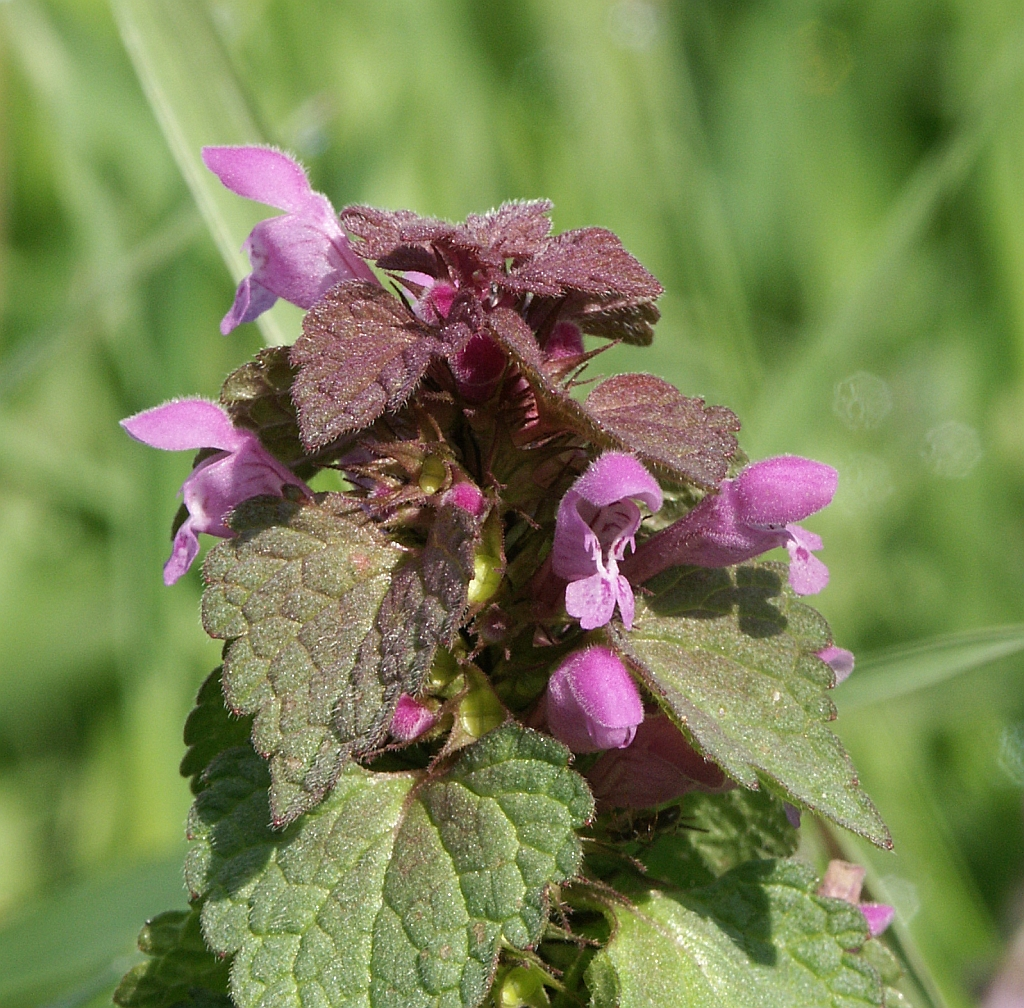
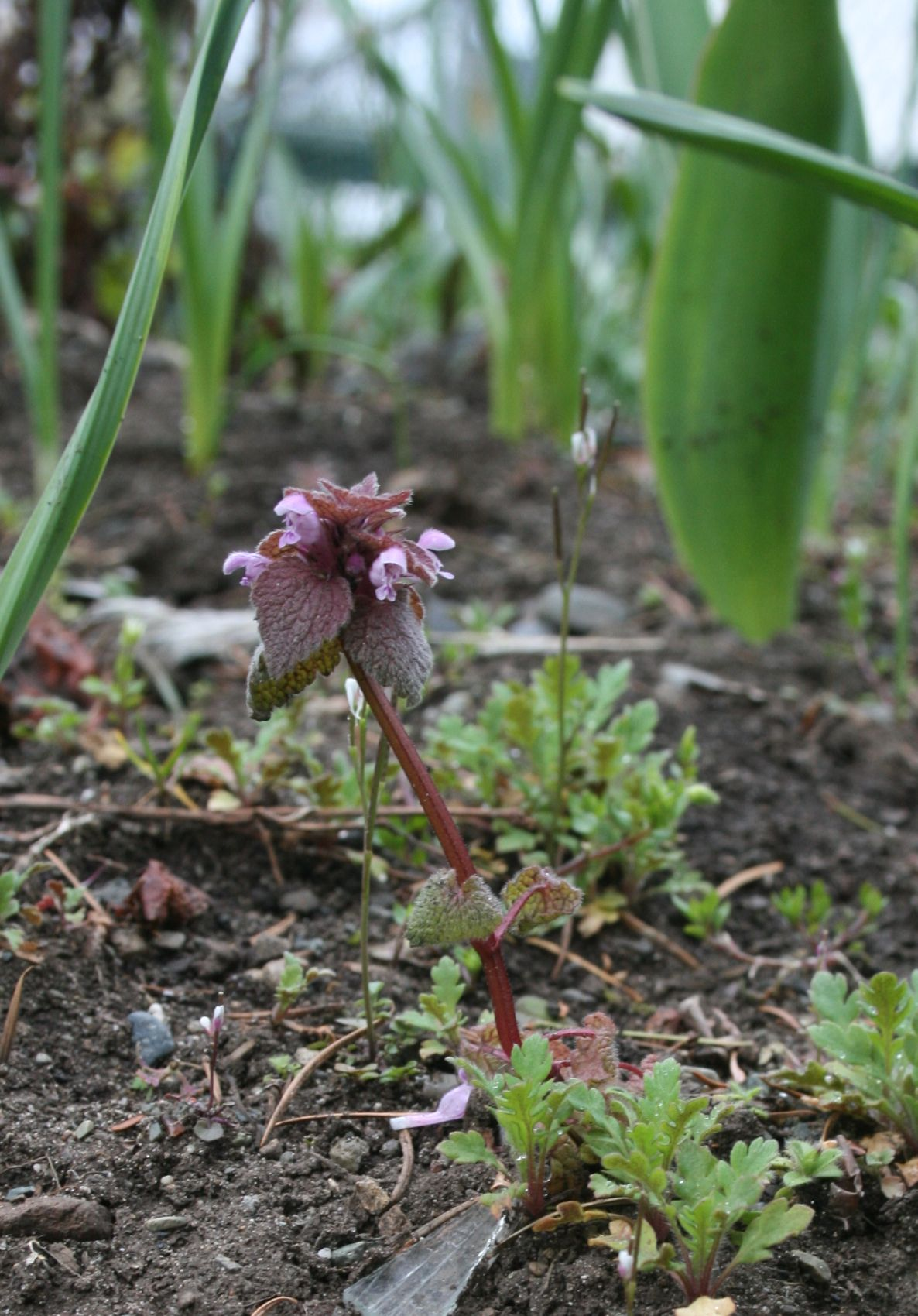